# NGC 7771
NGC 7771 is een balkspiraalstelsel in het sterrenbeeld Pegasus. Het hemelobject werd op 18 september 1784 ontdekt door de Duits-Britse astronoom William Herschel.

## Synoniemen
- UGC 12815
- IRAS 23488+1949
- MCG 3-60-35
- KCPG 592B
- ZWG 455.58
- KAZ 348
- KUG 2348+198C
- PGC 72638